# Saoudisation
La saoudisation (en arabe : السعودة), officiellement connue sous le nom de schéma de nationalisation saoudienne, ou Nitaqat (النطاقات), est la politique du royaume d'Arabie saoudite mise en œuvre par son ministère du Travail et du Développement social, selon laquelle les sociétés et entreprises saoudiennes sont requises d'avoir un effectif de ressortissants saoudiens à certains niveaux. 
Dans le cadre des réformes de Saudi Vision 2030, annoncées en 2016, la réduction du nombre de chômeurs saoudiens est un élément clé du plan. Auparavant, le secteur privé était largement dominé par des travailleurs expatriés du Pakistan, de l'Inde, des Philippines et de pays arabes comme le Liban, le Yémen ou l'Égypte. 
Le gouvernement saoudien a pris la décision de réduire le chômage des Saoudiens autochtones, sous le slogan « Mettons les Saoudiens dans la saoudisation »,. Les entreprises qui ne respectent pas les règles de saoudisation ont été prévenues qu’elles « ne se verront pas attribuer de marchés publics ». Alors que « l'élite politique saoudienne » est d'accord sur l'importance de la saoudisation, les entreprises saoudiennes se sont plaintes de sa mise en œuvre et ont cherché des moyens de l'éviter. 
En 2017, des mises à jour des pourcentages de saoudisation ont été annoncées, différant le nombre de ressortissants saoudiens requis selon l'industrie et la taille de l'entreprise, le chômage des saoudiens (toutes catégories confondues) a reculé (indice 2021). 

## Nitaqat
Nitaqat est un programme de saoudisation, augmentant l'emploi de ressortissants saoudiens dans le secteur privé. Le programme classe les entreprises privées du pays en six catégories : Platine, High Green, Mid Green, Low Green, Yellow et Red. Le platine est la catégorie de pourcentage la plus élevée, suivie par la catégorie High Green et ainsi de suite, les catégories jaune et rouge étant les plus faibles. 
Nitaqat oblige les employeurs du secteur privé de plus de neuf employés à embaucher un certain pourcentage de ressortissants saoudiens, en fonction de l'industrie de l'entreprise et du nombre d'employés dans l'entreprise. Les entreprises de moins de dix employés sont exemptées du système de zonage mais sont toujours tenues d'embaucher au moins un ressortissant saoudien. 
La classification des autres sociétés est basée sur le pourcentage de saoudisation (% des employés saoudiens) et le nombre total d'employés. Les entreprises de moins de dix employés sont exemptées du programme, mais doivent employer au moins un citoyen saoudien. Les services de visas rapides ne sont disponibles que pour les entreprises appartenant à la catégorie platine du système Nitaqat afin d'améliorer l'emploi des Saoudiens. 
L'initiative a été annoncée en juin 2011, lorsque le ministère du Travail a adopté la résolution ministérielle no. (4040). La date limite de mise en œuvre du programme était en 2013. Près de 90 000 Indiens avaient quitté l'Arabie saoudite fin octobre 2013. Environ 466 689 travailleurs indiens ont renouvelé leur iqamas (permis de séjour) au cours des cinq derniers mois de la période de grâce, 359 997 travailleurs ont transféré leur parrainage et 355 035 travailleurs ont changé de titre d'emploi pour légaliser leur statut (par exemple : changement de profession, changement de parrainage, etc.) rapporte le Financial Express. Plus de 200 000 entreprises privées ont été fermées en 2014 pour non-respect des conditions fixées dans le programme de nationalisation de Nitaqat visant à réduire le chômage des Saoudiens.  
Les entreprises bénéficient d'incitations ou de pénalités en fonction de la catégorie à laquelle elles appartiennent et une liste complète des pourcentages par branche d'activité et par taille d'entreprise est disponible. 
L'Arabie saoudite a achevé la régularisation de près de quatre millions de travailleurs étrangers au deuxième trimestre 2013 dans le cadre de son programme Nitaqat , Quelque 1,18 million d'expatriés ont choisi de changer de profession. 

### Détournement de Nitaqat
Un responsable du ministère du Travail a déclaré en 2014 que les équipes d'inspection du ministère surveillent de près les entreprises qui exploitent les personnes handicapées afin d'encourager leurs taux de saoudisation. Les fonctionnaires vérifient les employés handicapés lors des rondes d'inspection pour identifier la nature du travail, leur présence sur le lieu de travail et le type d'arrangements et de services qui leur sont fournis, notant que le nombre de personnes handicapées employées dans un établissement ne peut dépasser dix pour cent. Si les employés handicapés dans une entreprise dépassent plus de 10% du nombre total d'employés saoudiens, chaque travailleur handicapé est calculé comme tout autre Saoudien. 
La situation du détournement de la saoudisation perdure, malgré les efforts de communication et de modification du plan en 2021,. En 2014 : « Il est regrettable que certaines entreprises et particuliers exploitent des personnes handicapées pour augmenter leurs taux de saoudisation », et les travailleurs saoudiens handicapés qui sont capables de travailler sont comptés comme quatre employés dans le ratio de saoudisation. Ils doivent recevoir un salaire mensuel minimum de 3 000 riyals et ne doivent pas être pris en compte dans le ratio de saoudisation d'un autre établissement. Aux rapports récents qui révèlent que des entreprises ont embauché des Saoudiens handicapés afin d'augmenter les taux de saoudisation, car ces employés handicapés comptent pour quatre employés, évitant ainsi à l'entreprise d'embaucher des employés saoudiens valides à des salaires plus élevés. Un cadre d'une entreprise privée a déclaré qu'il y avait des personnes handicapées qui se présentent aux entreprises pour un emploi en échange de salaires, de primes et d'avantages sociaux. Les entreprises paient donc moins à un employé handicapé qui est égal à quatre Saoudiens qu’elles n’auraient embauché quatre Saoudiens avec des salaires supérieurs à 20 000 SR chacun. Ils offrent leurs services. Certaines entreprises acceptent, refusent, d'autres ajoutent. Le ministère du Travail et d'autres agences travaillent ensemble sur la question des employés handicapés, notant que le ministère du Travail détermine la nature du handicap lors de l'entretien avec l'employé. Ils ont actuellement publié un projet de loi sur l'emploi des personnes handicapées sur le portail « Ensemble, nous améliorons » pour discussion avant de prendre une décision de modifier la définition du travail des personnes handicapées et les conditions d'emploi stipulées à l'article 13. Employé handicapé pour compter plus d'un employé à Nitaqat, l'individu doit être titulaire d'une licence ou d'une carte d'identité du ministère des Affaires sociales ou du ministère du Travail indiquant le type et le degré de handicap. De plus, les conditions et les systèmes de travail doivent être acceptables et adaptés aux employés en fonction du type de handicap, et les établissements doivent s'assurer que tous les services sont en place avant que l'employé ne commence à travailler.

## Voir également
- Omanisation
- Émiratisation (en)
- Qatarisation (en)
- Nationalisme économique
- Nativisme (politique)